# Георги Палазов
Георги Палазов е български плувец. Състезава се предимно в дисциплината бътерфлай, в която е носител на всички национални рекорди. Завършва висшето си образование в НСА.
Участва на летните олимпийски игри в Сидни и Атина. Печели квоти за летните олимпийски игри в Пекин през 2008 г. на 100 и на 200 м. бътерфлай. Понастоящем преподава плуване в Техническия университет в София.

## Резултати

### Бътерфлай
50 м. басейн
- 50 м – 24,67 Мадрид (Испания) 2004 г. Национален рекорд
- 100 м – 54,12 ЕП Айндховен (Холандия) 2008 г. Национален рекорд (подобрява рекорда на Денислав Калчев от 1994 г.)[2]
- 200 м – 1:59,77 ЕП Айндховен (Холандия) 2008 г. Национален рекорд [3]

25 м. басейн
- 50 м – 24,35 Манчестър (Великобритания) 2008 г. Национален рекорд[4]
- 100 м – 52,76 Дъблин (Ирландия) 2003 г. Национален рекорд
- 200 м – 1:57,12 Дъблин (Ирландия) 2003 г. Национален рекорд